# William Bertrand
Pour les articles homonymes, voir Bertrand.
William Bertrand, né le 9 novembre 1881 à Marennes (Charente-Inférieure) et mort le 7 décembre 1961 au Coudray-Macouard (Maine-et-Loire), est un homme politique français.

## Biographie
Avocat en 1904 à La Rochelle, il s'inscrit au barreau de Paris en 1926, puis au barreau de Saumur en 1945. Conseiller d'arrondissement en 1913, il est élu député de la Charente-Maritime en 1914.
- Député radical de Charente-Inférieure de 1914 à 1919 et de 1924 à 1939
- Sénateur de Charente-Maritime de 1939 à 1940

- Sous-secrétaire d'État à l'Intérieur du 26 novembre 1933 au 9 janvier 1934 dans le gouvernement Camille Chautemps (2)
- Ministre de la Marine marchande du 9 janvier 1934 au 24 janvier 1936 dans les gouvernements Camille Chautemps (2), Gaston Doumergue (2), Pierre-Étienne Flandin (1) et Pierre Laval (4)
- Sous-secrétaire d'État à la Présidence du Conseil du 22 juin 1937 au 18 janvier 1938 dans le gouvernement Camille Chautemps (3)
- Ministre de la Marine militaire du 18 janvier au 13 mars 1938 dans le gouvernement Camille Chautemps (4)

Le 10 juillet 1940, il vote les pleins pouvoirs au maréchal Pétain.

## Décorations
- Commandeur de l'ordre du Mérite maritime, de plein droit en tant que ministre de la Marine marchande[1].

## Source
- « William Bertrand », dans le Dictionnaire des parlementaires français (1889-1940), sous la direction de Jean Jolly, PUF, 1960 [détail de l’édition]